# Суперскорость

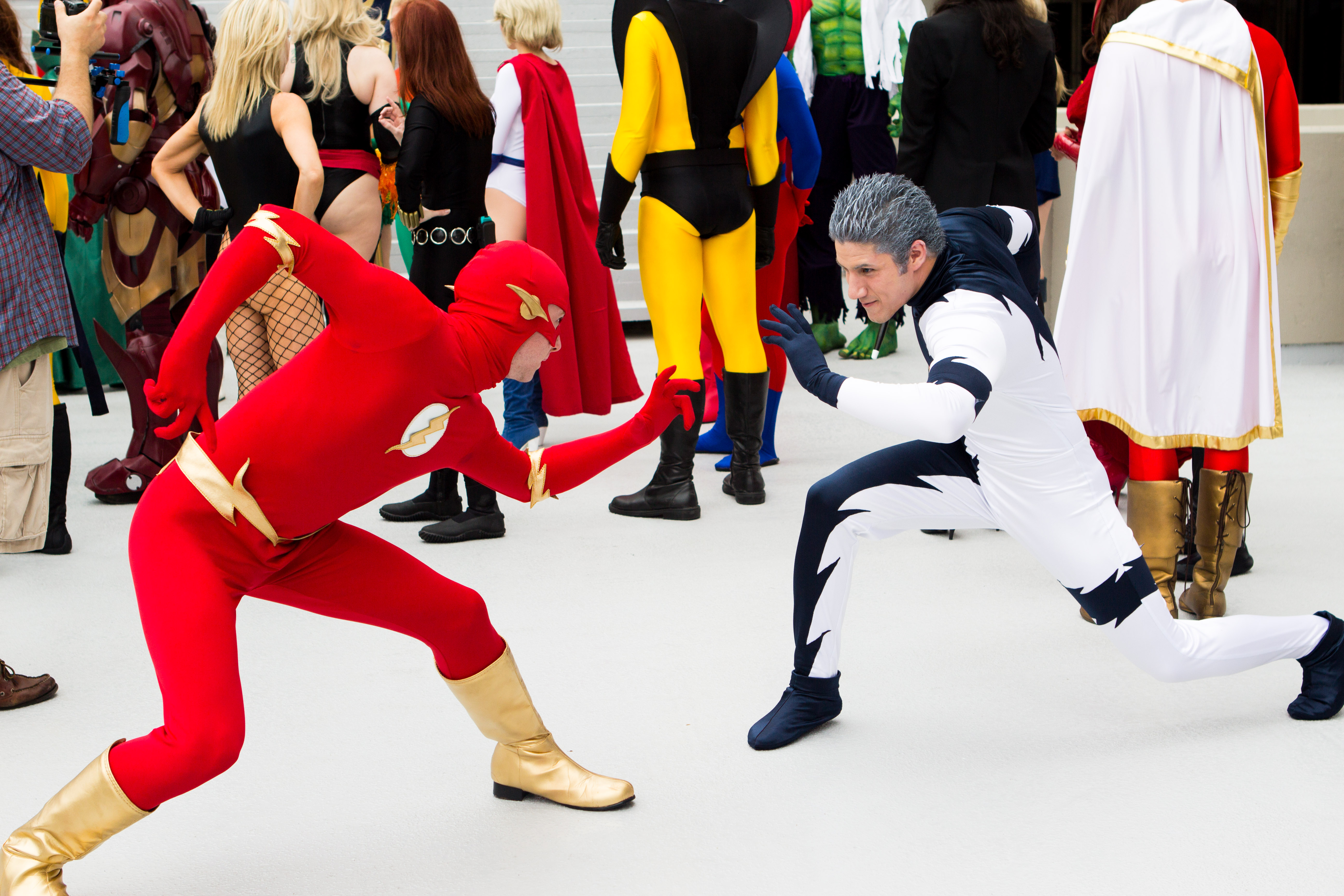

Суперскорость, также известная как сверхчеловеческая скорость, — суперспособность, означающая передвижение (бег) со скоростью, значительно превышающей человеческие возможности, с устойчивостью к побочным эффектам (сопротивление воздуха, невозможность дышать, динамический шок, возникающий при контакте с объектами на высокой скорости и т. д.). Персонаж, обладающий такой сверхспособностью, называется спидстер (англ. Speedster). Почти во всех случаях спидстеры могут физически атаковать противников, нанося им удары на высокой скорости, передавая огромную кинетическую энергию без вреда для себя. В зависимости от сюжета, происхождения силы и установленной преемственности и правил вселенной, спидстерам приписывается множество других способностей.
Спидстеры широко распространены в комиксах, но появляются и в других медиа, таких как фильмы, телесериалы, веб-сериалы, видеоигры, аниме и манга.

## В комиксах
Использование спидстеров в фантастике требует авторской вольности из-за законов физики, которые запрещают такие способности. Перемещение со скоростью звука (331 м/с), например, создало бы звуковые удары, которые обычно не слышны в таких историях, и привело бы к выделению значительного количество тепла. Для достижения таких скоростей также потребуется огромное количество энергии.
В «Официальном справочнике Вселенной Marvel» говорится, что супергерой Нова развивает скорость, которую можно считать «умеренной», особенно когда тот заботится о безопасности пассажира. Также издание признаёт, что твёрдый объект, движущийся в атмосфере Земли со скоростью, в несколько раз превышающей скорость звука или выше, посеял бы хаос на планете, и что движение на таких скоростях лишило бы персонажа Полярную звезду возможности дышать, а возникающий ветер и трение разрушили бы его тело. С другой стороны, в книге оговаривается, что персонаж Ртуть родился с мутациями, которые делают высокую скорость движения возможной, такими как: улучшенные сердечно-сосудистая, дыхательная, мышечная и пищеварительная системы, более эффективный метаболизм, усиленная смазка суставов, сухожилия с пределом прочности уровня пружинной стали, неизвестный состав костей, способных выдержать динамический удар от соприкосновения с землей на скорости более 100 миль в час, и мозг, способный обрабатывать информацию достаточно быстро для реагирования на быстрые изменения окружающей обстановки.
В комиксах издательства DC Comics семья Флэша получает свои способности от внепространственного источника энергии, известного как Спидфорс (Сила Скорости, Speed Force), которая наделяет их сверхскоростью и различными другими способностями, необходимыми для её использования, например, выносливостью. Спидфорс — это космическая сила, основанная на скорости и движении и представляющая реальность в движении, являясь той самой космической силой, которая толкает пространство и время вперёд. Однако Спидфорс не является источником, из которого черпают свои силы другие персонажи DC, обладающие сверхскоростью, такие как Супермен или Капитан Марвел/Шазам.
Сценарист Джон Бирн сохранил скромные возможности для персонажа-спидстера Дэнни Хиллтопа в своей серии John Byrne's Next Men. Хотя Дэнни может не отставать от гоночного автомобиля, трение, создаваемое его скоростью, плавит любую обувь, которую он носит, обжигая ноги. Поэтому он бегает босиком, закаляя свои стопы ударами по всё более твёрдым материалам.
Другие сценаристы предпочитают не предлагать никаких научных объяснений вопросов, возникающих при фактическом использовании таких способностей. Питер Дэвид, чья серия «Юная Лига Справедливости» включала юного персонажа-спидстера Импульса, высказал мнение, что спидстеров по своей природе трудно писать: «Спидстеры заставляют меня нервничать, потому что, если воспроизводить их достоверно, их невозможно победить... Я смог справиться с Импульсом, потому что его легко отвлечь».

## В других медиа

### В мультипликации
Наиболее известными спидстерами в мультипликации являются герои Looney Tunes Спиди Гонзалес, Дорожный бегун и Тасманский дьявол (Таз).

### В видеоиграх
В начале своей истории Ёж Соник из медиафраншизы Sonic the Hedgehog при помощи специальной беговой дорожки смог увеличить скорость бега, пока однажды не преодолел звуковой барьер, из-за чего его коричневая шерсть сменилась на синий окрас. Соник — самый быстрый персонаж в истории компьютерных игр, он обожает свободу и приключения, но бывает вспыльчивым и нетерпеливым, когда какие-либо события развиваются в медленном темпе. В видеоиграх Соник способен высоко прыгать и сворачиваться в колючий клубок для уничтожения врагов. С помощью приёма spin dash ёж может, предварительно разогнавшись на месте, перекатываться в виде клубка с высокой скоростью, что также используется для атаки противников. Ёжик стал известен во всём мире из-за своей способности быстро бегать и внешнего вида. Так, представитель журнала Electronic Gaming Monthly, обозревая первую игру Sonic the Hedgehog, сравнивал скорость Соника с космическим кораблём «Энтерпрайз» из вселенной «Звёздного пути». Бывший менеджер Sega Кен Балоу заявил, что франшиза о Сонике раздвинула границы представления игроков о быстром платформере. Многие вспомогательные персонажи серии, такие как Тейлз, Хамелеон Эспио, Броненосец Майти, Эми Роуз, Метал Соник, Ехидна Наклз, Ёж Шэдоу, Кошка Блейз, Ёж Сильвер и Барсучиха Стикс, также обладают суперскоростью.